# Cine de Italia
La historia del cine italiano comenzó apenas algunos meses después de que los hermanos Lumière hubieran descubierto el medio, cuando el papa León XIII fue filmado por algunos segundos mientras bendecía la cámara fotográfica.

## El cine mudo

### Primeros pasos
Durante la época del cine mudo, en Italia se produjo un elevado número de películas. Se ha calculado que hasta 1930 se realizaron 9816 filmes de diversa extensión, de los que han sobrevivido unos 1500. Para hacerse una idea de la importancia de esta cifra, basta comparar con los que se produjeron entre 1930 y 1943 (740) o entre 1945 y 1959 (1518). La primera patente de cinematógrafo en Italia fue depositada por Filoteo Alberini, el 11 de noviembre de 1895. Al año siguiente, se produjo la película documental Umberto e Margherita di Savoia a passeggio per il parco, dirigida por el turinés Vittorio Calcina, un cortometraje que mostraba al rey Humberto I de Italia y a su esposa Margarita Teresa de Saboya paseando por el parque de Monza. Esta película, considerada la primera producida en Italia, se ha perdido, pero sí se conserva otra, rodada en 1896, también por Calcina, que muestra imágenes del papa León XIII. Sobreviven algunos otros filmes de la época, muy similares a los contemporáneamente rodados en Francia por los hermanos Lumière, quienes también exhibieron sus obras en Italia, en 1896.
Estas primeras películas se exhibían tanto en teatros como en ferias, cafés y escuelas, hasta que, en 1905, empezaron a crearse los primeros cines. En 1906, Turín contaba ya con nueve, Milán con siete, Roma con 23 y Nápoles con 21. Había más salas de exhibición en el sur, probablemente porque el cinematógrafo se consideraba una diversión propia de las clases más populares. En la misma época, sin embargo, el principal centro de producción se encontraba en Turín: en esta ciudad se produjeron, en 1907, 107 películas, mientras que en Roma se realizaron 40 y en Milán, solamente seis.
La primera película de ficción fue  La presa di Roma (La toma de Roma), dirigida por Filoteo Alberini en 1905: narra un episodio del Risorgimento, la toma de Porta Pia por las tropas italianas en 1870. Durante esos años se fue organizando la primera industria cinematográfica italiana, con tres compañías principales: dos radicadas en Turín (Ambrosio e Itala Film) y una en Roma (Cinès, fundada por Alberini).[cita requerida]

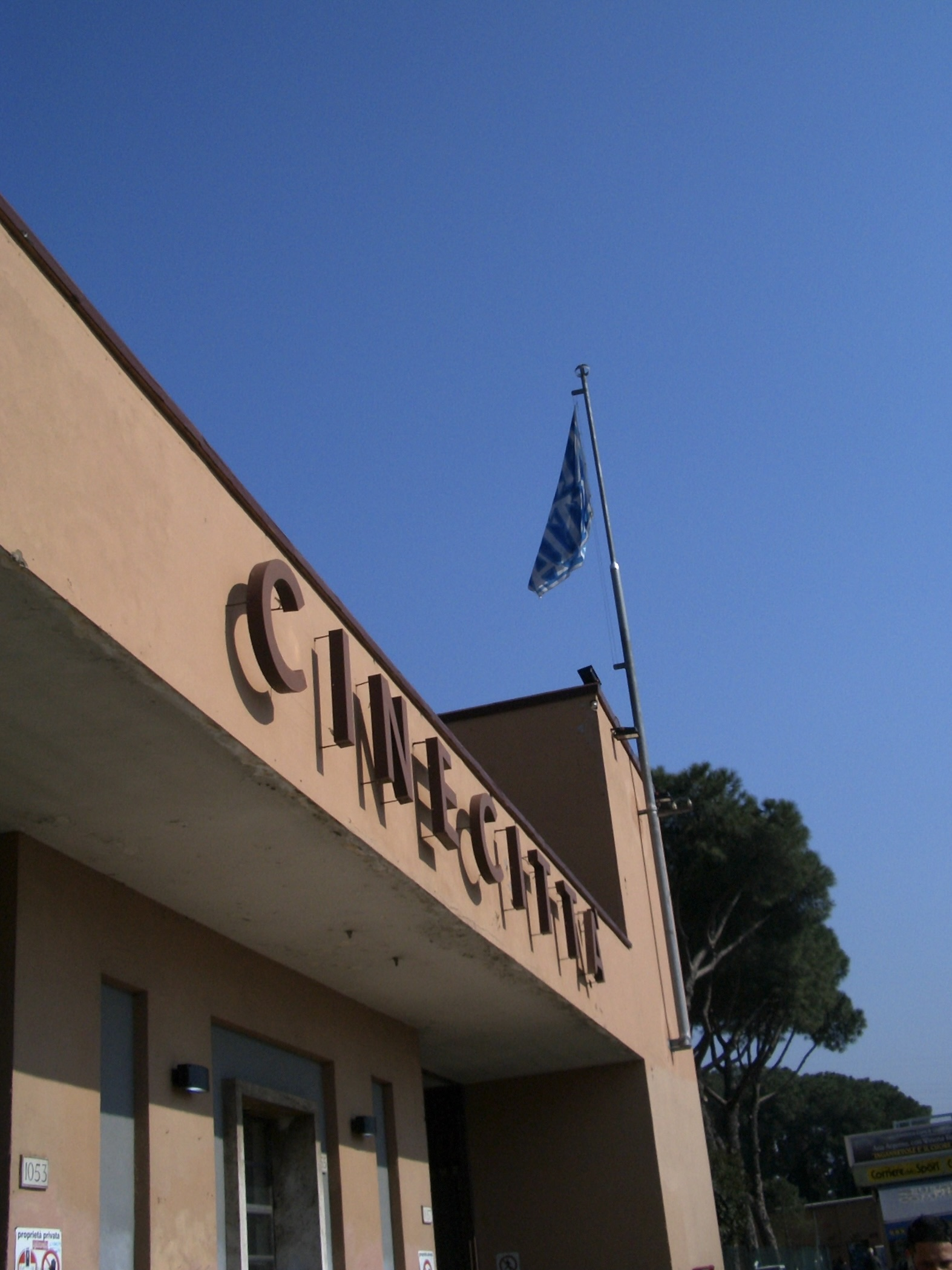
Entrada a los estudios de Cinecittà, en Roma.

### El cine histórico
Durante la época del cine mudo, uno de los géneros que alcanzó mayor importancia en el cine italiano es el que más tarde se conocería como Kolossal o peplum, esto es, cine de aventuras ambientado en la época clásica, caracterizado por sus elaborados escenarios y sus escenas de masas, generalmente adaptado de famosas obras literarias. Giovanni Pastrone, Enrico Guazzoni y Mario Caserini son algunos de los realizadores que más brillaron en este género, que dio al cine italiano su primera época de esplendor. La película Los últimos días de Pompeya (Gli ultimi giorni di Pompei, de Luigi Maggi, 1908), producida por la Ambrosio, inició el género del cine monumental italiano. Pronto siguieron otros filmes, como La caída de Troya (La caduta di Troia, de Luigi Romano Borgnetto y Giovanni Pastrone, 1910), Quo vadis? (Enrico Guazzoni, 1913) y una nueva versión de Los últimos días de Pompeya (Gli ultimi giorni di Pompeii, Mario Caserini, 1913). En la época anterior a la Primera Guerra Mundial, el cine histórico italiano se hizo famoso en todo el mundo.
La obra culminante de este período del cine italiano es Cabiria (Giovanni Pastrone, 1914), ambientada en la segunda guerra púnica. Curiosamente es con Cabiria cuando surge la primera saga de la historia del cine mundial, de la mano de uno de sus personajes, Maciste. Él es quien interpretaba a un esclavo de gran porte, y tuvo tal éxito que ya en 1915 generó su propio filme, llamado Maciste. Entre 1915 y 1926, se realizaron 26 filmes con Maciste como protagonista.

## El cine durante el fascismo
En la época del triunfo del fascismo, el gobierno italiano empleó medios financieros muy importantes para «proteger la industria cinematográfica nacional» y construir Cinecittà y el Centro Sperimentale di Cinematografía, dos centros destinados a la formación de actores, directores y técnicos, al tiempo que, sin embargo, obligaba a los productores a invertir en epopeyas, obras históricas y comedias musicales muy alejadas de la verdadera realidad humana y social del país.[cita requerida]
El cine italiano solo pudo abordar estas realidades después del formidable trastorno que supuso la Segunda Guerra Mundial y sus inmediatas consecuencias. Apareció entonces un fenómeno, conocido hoy con el nombre de neorrealismo, que, ciertamente, constituye hasta hoy la mayor contribución de Italia a la historia y a la evolución del cine.[cita requerida]

## El neorrealismo

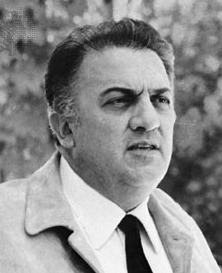
Federico Fellini, director de películas como La strada (1954), Las noches de Cabiria (1957), La dolce vita (1960), 8½ (1963) o Amarcord (1973).

En el convulso período de la historia italiana correspondiente a los últimos años de la Segunda Guerra Mundial y la inmediata posguerra, surgió en el cine italiano un nuevo movimiento denominado neorrealismo, esto es, "nuevo realismo". El cine neorrealista se centra temáticamente en la vida cotidiana de personajes pertenecientes a la clase trabajadora, con una clara intención crítica. Más que en historias individuales, pone el foco de atención en los problemas de la sociedad. Recurre con frecuencia a actores no profesionales para los papeles secundarios, y a veces también (como por ejemplo en Ladrón de bicicletas, de Vittorio De Sica) para los protagonistas.
Se han buscado antecedentes del neorrealismo en películas italianas tan lejanas en el tiempo como Perdidos en la oscuridad (Sperduti nel buio), de Nino Martoglio, 1914) o Assunta Spina, de Gustavo Serena, 1915, así como en algunos largometrajes dirigidos por Blasetti durante el período fascista.[cita requerida]
Entre los cineastas neorrealistas cabe citar a Roberto Rossellini, Luchino Visconti, Vittorio De Sica, Pier Paolo Pasolini, Giuseppe De Santis, Pietro Germi, Alberto Lattuada, Renato Castellani, Luigi Zampa y a los guionistas Cesare Zavattini y Suso Cecchi d'Amico.
El neorrealismo perdió fuerza en los años 50 y fue desapareciendo. Los directores comenzaron a hacer un cine más personal y surgieron nuevos realizadores que representaron ya, la fase posneorrealista, como Federico Fellini y Michelangelo Antonioni. El cine italiano andaba buscando nuevos caminos y nuevos horizontes expresivos. Al iniciarse la década de los cincuenta, ya tenía un prestigio universal y era considerado como el más avanzado del mundo.[cita requerida]